# کرلوویتسه (ناحیه پلهریموف)
کرلوویتسه (به چکی: Křelovice) یک منطقهٔ مسکونی در جمهوری چک است که در ناحیه پلهریموو واقع شده است. کرلوویتسه ۱۵٫۳۶ کیلومتر مربع مساحت و ۳۵۰ نفر جمعیت دارد و ۴۸۹ متر بالاتر از سطح دریا واقع شده است.